# アーガイル柄

アーガイル柄の一例

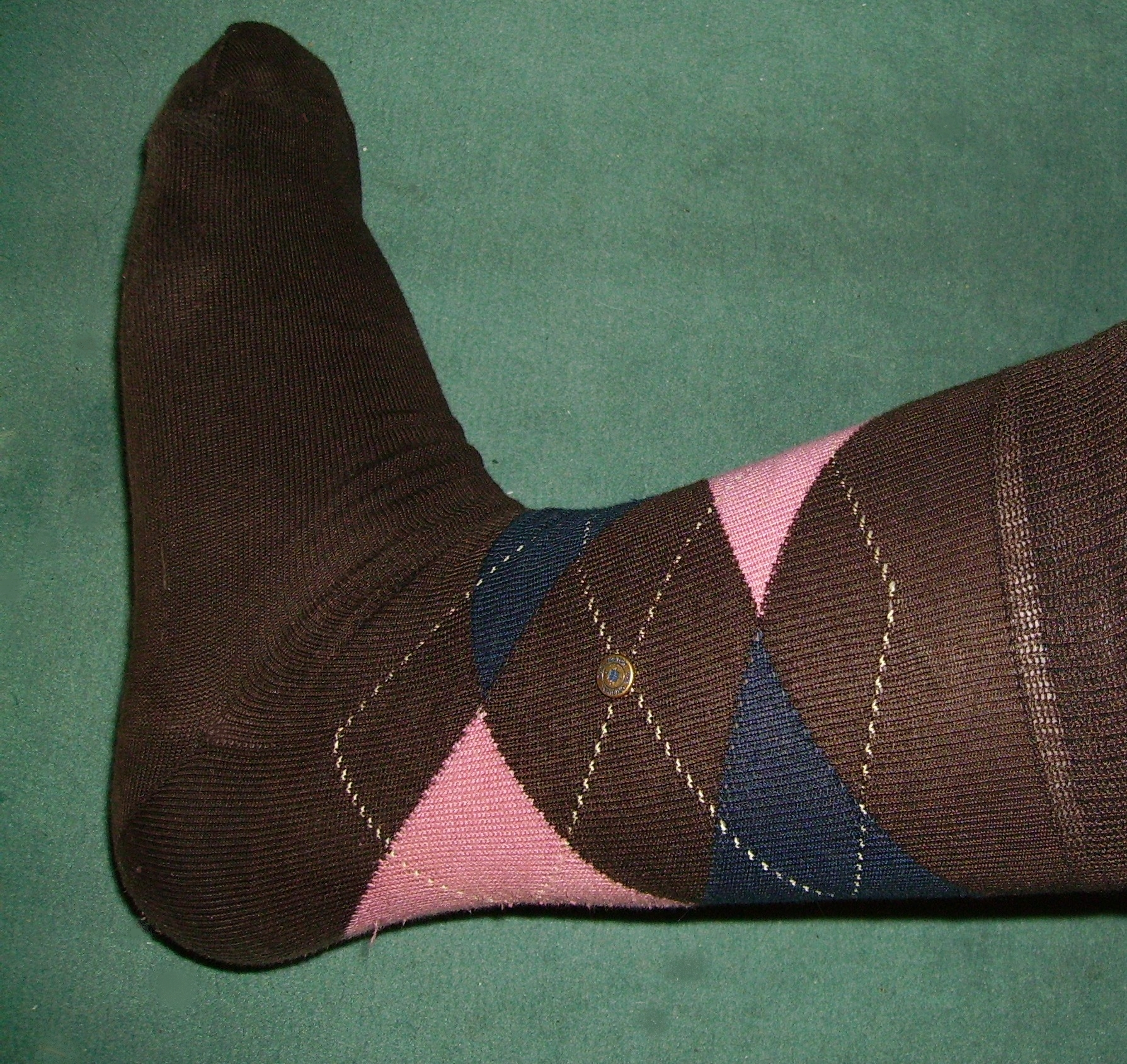
靴下（バーリントン・インダストリーズ社製）

アーガイル柄（アーガイルがら、英: Argyle、Argyll）は、格子模様（チェック）の一種。数色の菱形の連続で構成されており、その中心を、辺に並行した線が交差する。見た目の連想から、そろばん柄と称されることもある。
名称の由来には諸説ある。スコットランド西部・アーガイル地方の氏族だったキャンベル家（キャンベル・オブ・アーガイル、Campbells of Argyle）のタータンチェックをルーツとする説などである。

## 使用例
アーガイル柄は普遍的な模様で、衣料品を中心に色々なものに用いられ目にする機会も多い。
衣料品では、セーター、カーディガン、靴下などで見られる。トラディショナル・スタイルの定番アイテムとされるが、パンク・ロックで用いられる場合もある。近年では、スクール調スタイルにも取り入れられる傾向が見られるという。
ボールペンなど筆記具の軸の柄に用いられることもある。
バーリントン・インダストリーズ社（ アメリカ合衆国にあった衣料品メーカー）は、CIとしてアーガイル柄を起用していたことがある。
スポーツにおいては、ガーミン・バラクーダ（ アメリカ合衆国の自転車競技UCIプロチーム）のチームウェア下部には、アーガイル柄がある。2010年バンクーバー冬季五輪のカーリング ノルウェー男子代表は、アーガイル柄のユニフォームを着用した。また、モータースポーツにおいてもマツダスピードのスポンサーとなったレナウンの社長による「勝つのが無理ならとにかく目立て」との指示で参戦する車の1台を、緑とオレンジを基調としたこの柄に塗装させており、1991年のル・マン24時間レースでは、この柄に塗装されたマツダ・787Bの55号車が総合優勝を果たした。
吉本新喜劇の辻本茂雄は、借金取りのキャラクターで登場する際、白黒のアーガイル地のスーツ姿で登場することが恒例となっており、回によってはアーガイル地の浴衣や調理服などのバリエーションで登場することがある。

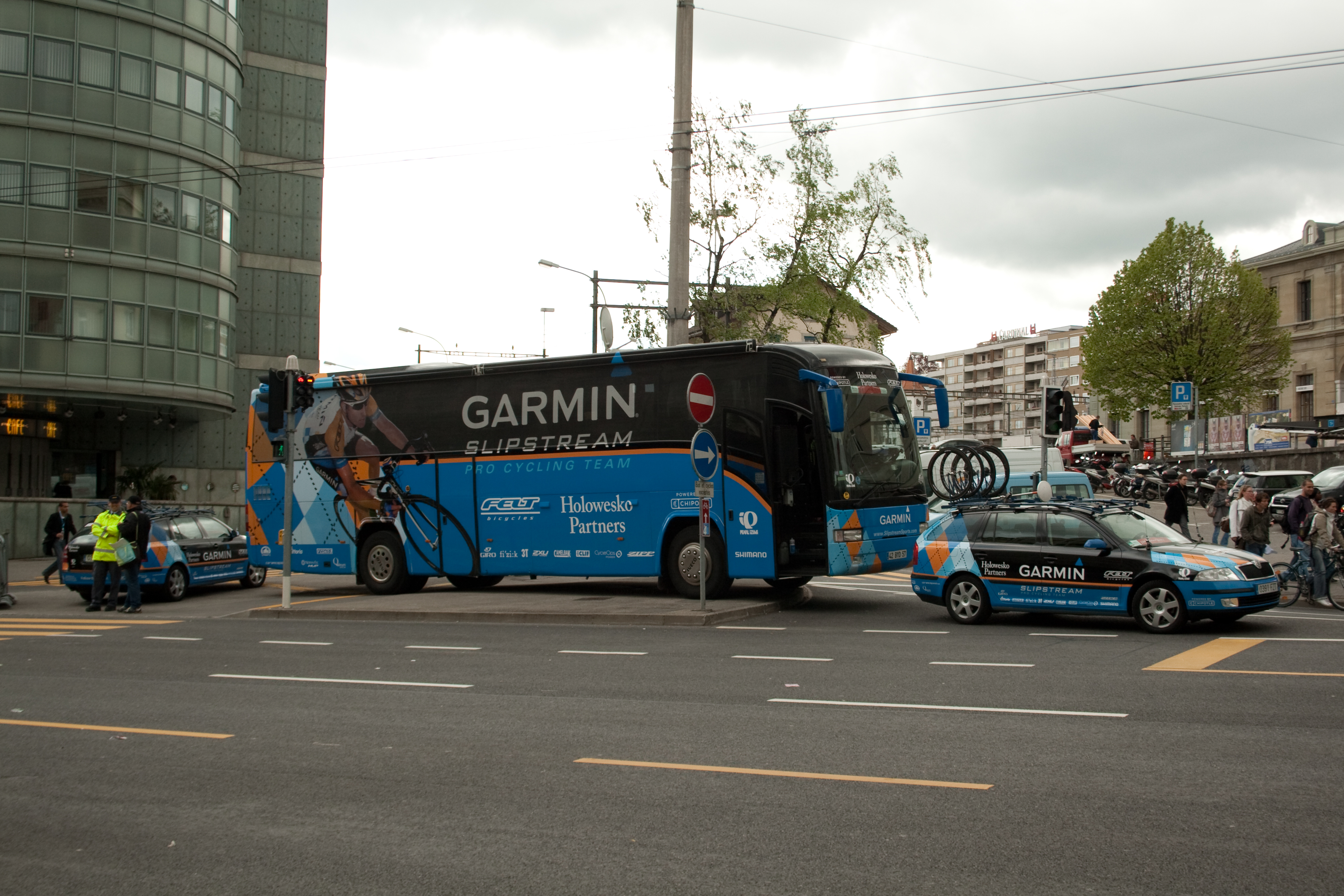
ガーミン・バラクーダのラッピング車両
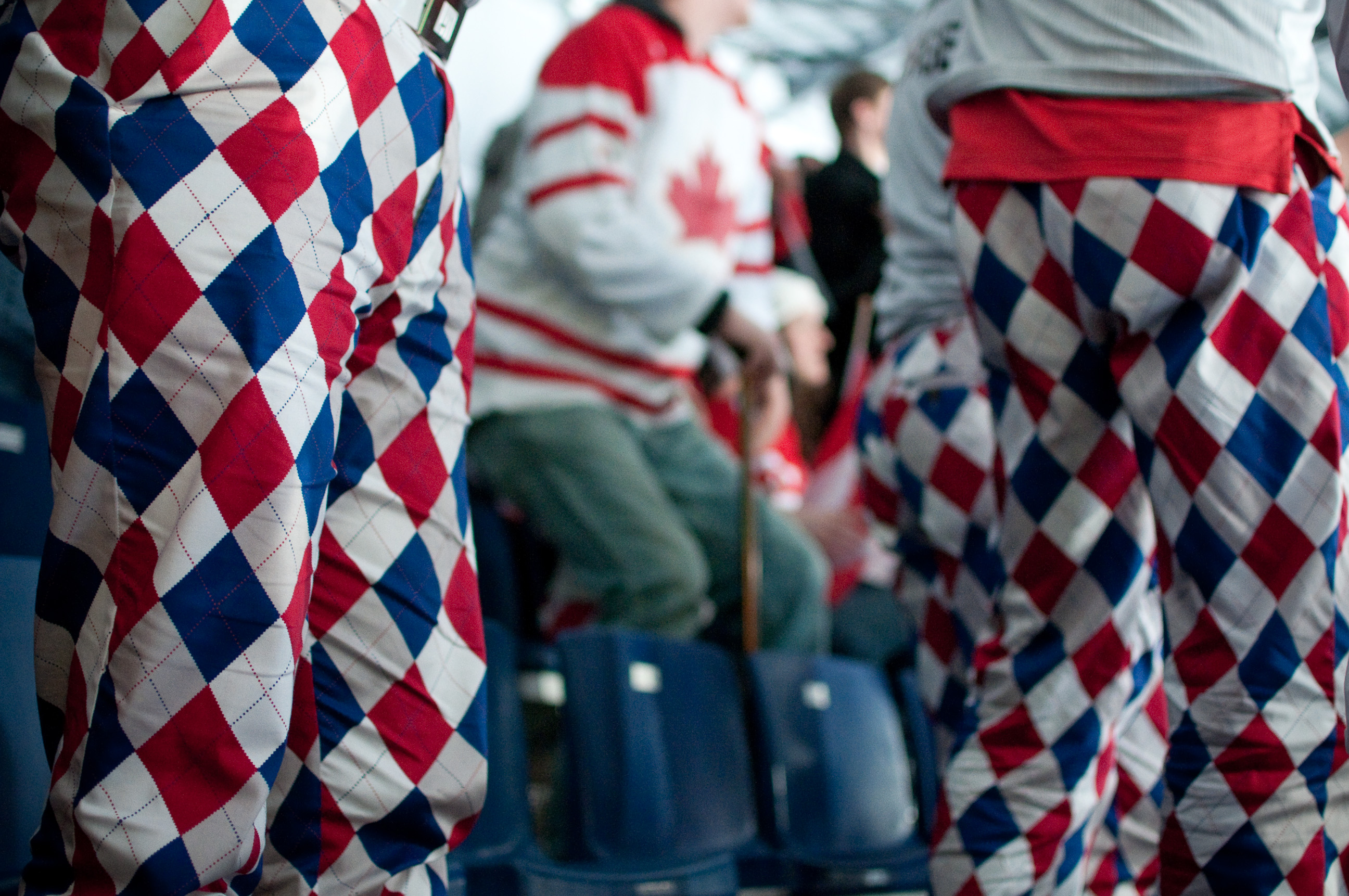
カーリングノルウェー男子代表
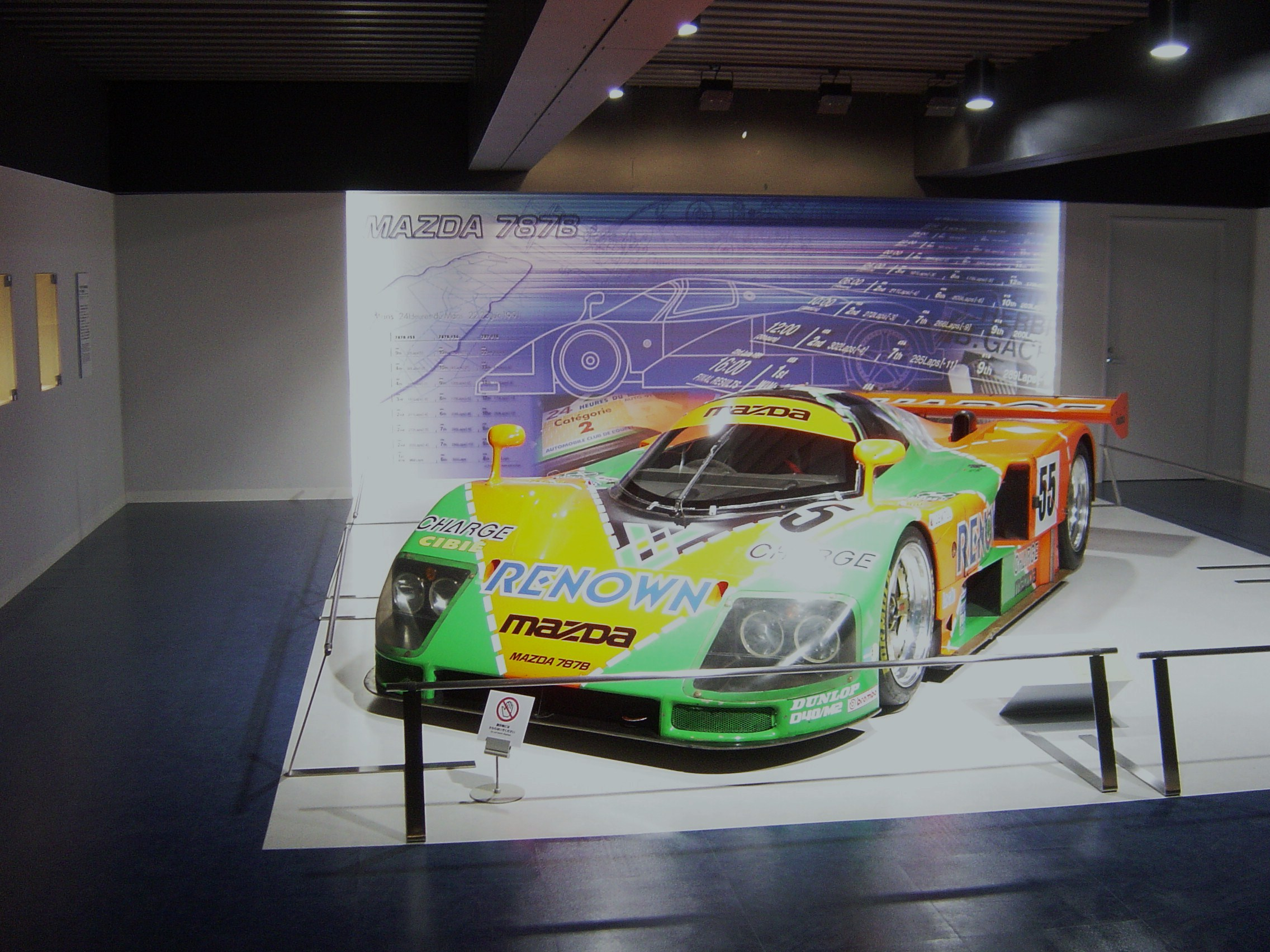
アーガイル柄に塗装されたマツダ・787B